# Johannes Lindstedt
Johannes Lindstedt, född 24 oktober 1703 i Linköping, död 7 januari 1773 i Västerlösa socken, var en svensk kyrkoherde i Västerlösa församling. 

## Biografi
Johannes Lindstedt föddes 24 oktober 1703 i Linköping. Han var son till snickaren Måns Jonsson Wittman och Margareta Hansdotter. Lindstedt studerade i Linköping och blev 1726 student vid Uppsala universitet. Han prästvigdes 7 december 1739 och blev 1743 komminister i Vårdsbergs församling. Lindstedt blev 1756 kyrkoherde i Västerlösa församling. Han avled 7 januari 1773 i Västerlösa socken.

### Familj
Lindstedt gifte sig 1743 med Catharina Schenberg (1723–1786). Hon var dotter till kyrkoherden i Normlösa socken. De fick tillsammans dottern Catharina Maria (1744–1811) som var gift med ryttmästaren Johan Daniel Grönlund.